# Шасто
Шасто (фр. Chasteaux) насеље је и општина у централној Француској у региону Лимузен, у департману Корез која припада префектури Бриве ла Гајар.
По подацима из 2011. године у општини је живело 581 становника, а густина насељености је износила 30,99 становника/km². Општина се простире на површини од 18,75 km². Налази се на средњој надморској висини од 197 метара (максималној 325 m, а минималној 124 m).

## Демографија
| 1962. | 1968. | 1975. | 1982. | 1990. | 1999. | 2011. |
| ----- | ----- | ----- | ----- | ----- | ----- | ----- |
| 389   | 413   | 363   | 391   | 455   | 512   | 581   |

График промене броја становника у току последњих година